# Charles E. Curran
Charles Edward Curran (Rochester, 30 marzo 1934) è un presbitero e teologo statunitense.

## Biografia
Curran conseguì il bachelor of arts nel 1954 alla St. Bernard School of Theology and Ministry.
Nel 1958 fu ordinato prete cattolico. Proseguì i suoi studi a Roma alla Pontificia Università Gregoriana, dove conseguì la licenza in teologia nel 1959 e il dottorato in teologia nel 1961. Lo stesso anno conseguì anche il dottorato in teologia morale all'Accademia alfonsiana con una tesi intitolata Invincible Ignorance of the Natural Law according to St. Alphonsus (Ignoranza invincibile della legge naturale secondo sant'Alfonso).
Tornato in patria, insegnò teologia al seminario diocesano di Rochester. Nel 1965 fu chiamato ad insegnare all'Università Cattolica d'America a Washington. Per il suo dissenso dalla posizione cattolica ufficiale in materia di contraccezione, nel 1967 il consiglio di amministrazione dell'università decise di non rinnovargli il contratto, ma a seguito delle proteste di altri docenti e anche degli studenti ritirò la sua decisione. Nel 1968, insieme ad un gruppo di teologi, sottoscrisse un documento di critica contro l'enciclica Humanae Vitae di papa Paolo VI. Negli anni settanta espresse dissenso dalle posizioni cattoliche ufficiali in materia di masturbazione, rapporti sessuali prematrimoniali e divorzio; su aborto e rapporti omosessuali, ritenne che in alcuni casi si potessero considerare leciti. Per le sue posizioni fu inquisito dalla Congregazione per la dottrina della fede e convocato a Roma. In sua difesa, Curran dichiarò che non aveva negato alcun dogma o verità di fede e che in queste materie il dissenso era legittimo; tale posizione gli fu contestata dal dicastero vaticano, che affermò che l'indissolubilità del matrimonio era stata sancita dal Concilio di Trento e l'aborto era stato condannato dal Concilio Vaticano II. Nel 1986 il Vaticano gli proibì di insegnare teologia cattolica, per cui fu sospeso dall'insegnamento all'Università Cattolica d’America. Dopo avere insegnato come professore invitato alla Cornell University e poi all'Università di Auburn, nel 1991 accettò di insegnare alla Southern Methodist University. Nel 2014 si è ritirato dall'insegnamento a tempo pieno.

## Libri principali
- Loyal Dissent: Memoirs of a Catholic Theologian, Washington: Georgetown University Press, 2006
- The Moral Theology of Pope John Paul II, Washington: Georgetown University Press, 200)
- Catholic Social Teaching 1891–Present: A Historical, Theological, and Ethical Analysis, Washington: Georgetown University Press, 2002
- The Catholic Moral Tradition Today: A Synthesis, Washington: Georgetown University Press, 1999
- Moral Theology at the End of the Century, Milwaukee: Marquette University Press, 1999
- The Origins of Moral Theology in the United States: Three Different Approaches, Washington: Georgetown University Press, 1997